# 科恩群島 (迪羅克群島)
科恩群島（英語：Cohen Islands），是南極洲的群島，位於龐塞島和佩布利馬德斯通島之間，屬於迪羅克群島的一部分，處於哈爾彭角西南面1公里，現時由南極條約體系管理。